# Ankeruhr

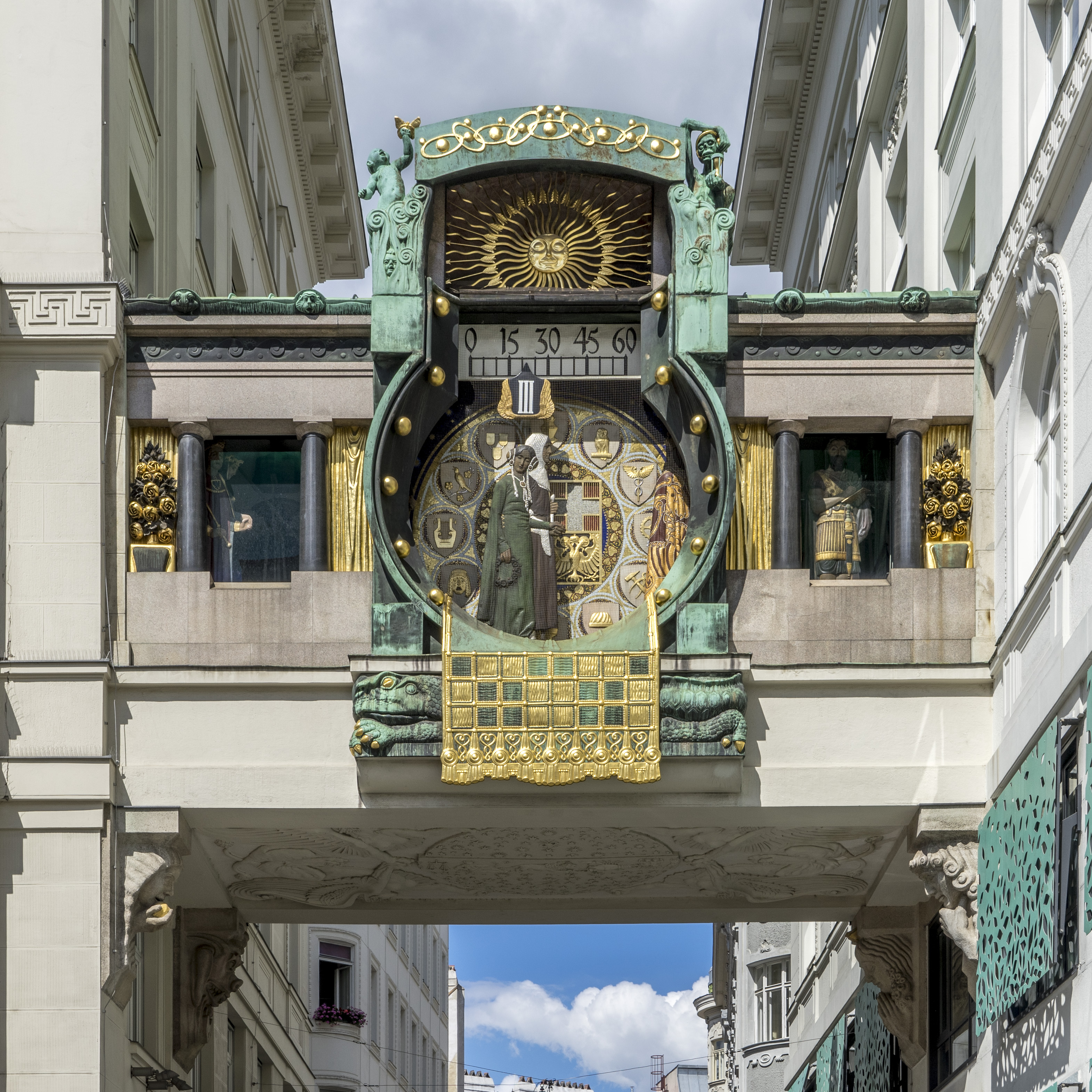
Ankeruhr

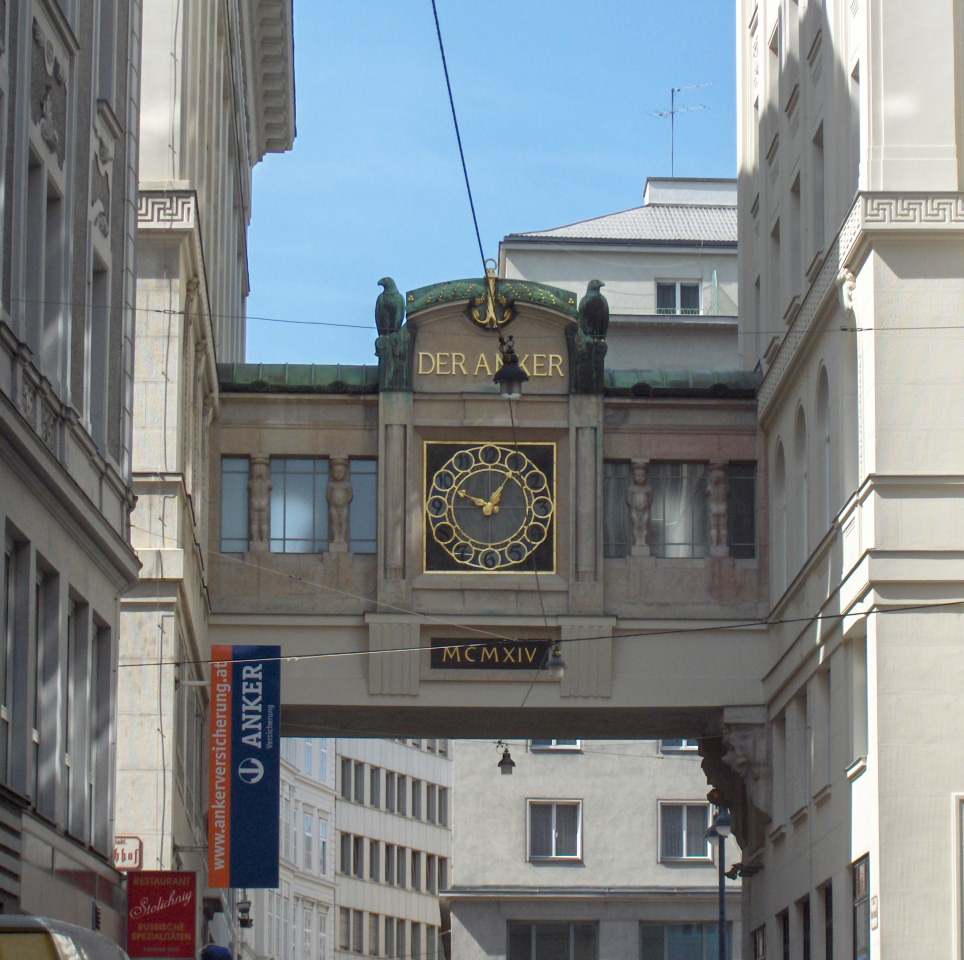
Rückseite der Ankeruhr

Die Ankeruhr ist eine große Spieluhr beim Haus der Helvetia-Versicherung – vormals Lebens- und Rentenversicherungs-Gesellschaft „Der Anker“ – am Hohen Markt 10–11 in der Altstadt der österreichischen Hauptstadt Wien.
Sie gilt als eines der herausragenden Werke des Jugendstils und ist eine beliebte Touristenattraktion.

## Geschichte
Die Versicherungsgesellschaft „Der Anker“ entwickelte 1911 den Plan, eine große öffentliche Uhr an ihrem neuen Firmensitz im Ankerhof errichten zu lassen. Für die künstlerische Gestaltung wurde der Jugendstilmaler Franz Matsch verpflichtet, das Uhrwerk konstruierte der k.u.k. Hof- und Kammeruhrmacher Franz Morawetz. Daneben wurden zahlreiche weitere Unternehmen und Handwerker verpflichtet: Die Firma Schreiber und Kwaysser entwickelte den elektrischen Antrieb, die Gebrüder Rieger bauten die Orgel, Vinzenz Goller kümmerte sich um die Musikauswahl, die Firma W. A. Richters Söhne baute die Mechanik des Figurenwerks, Franz Siegel besorgte die Kupfertreibarbeiten, Heinrich Hauska die Kupferschmiedearbeiten, die Wiener Mosaik-Werkstätte schuf das Mosaik auf der Vorderseite, Andrea Francini war für die Steinmetz- und Marmorarbeiten zuständig, Viktor Englerth besorgte die Schlosserarbeiten, und die Firma Eduard Ast & Comp. baute die Brücke aus eisenbewehrtem Beton.

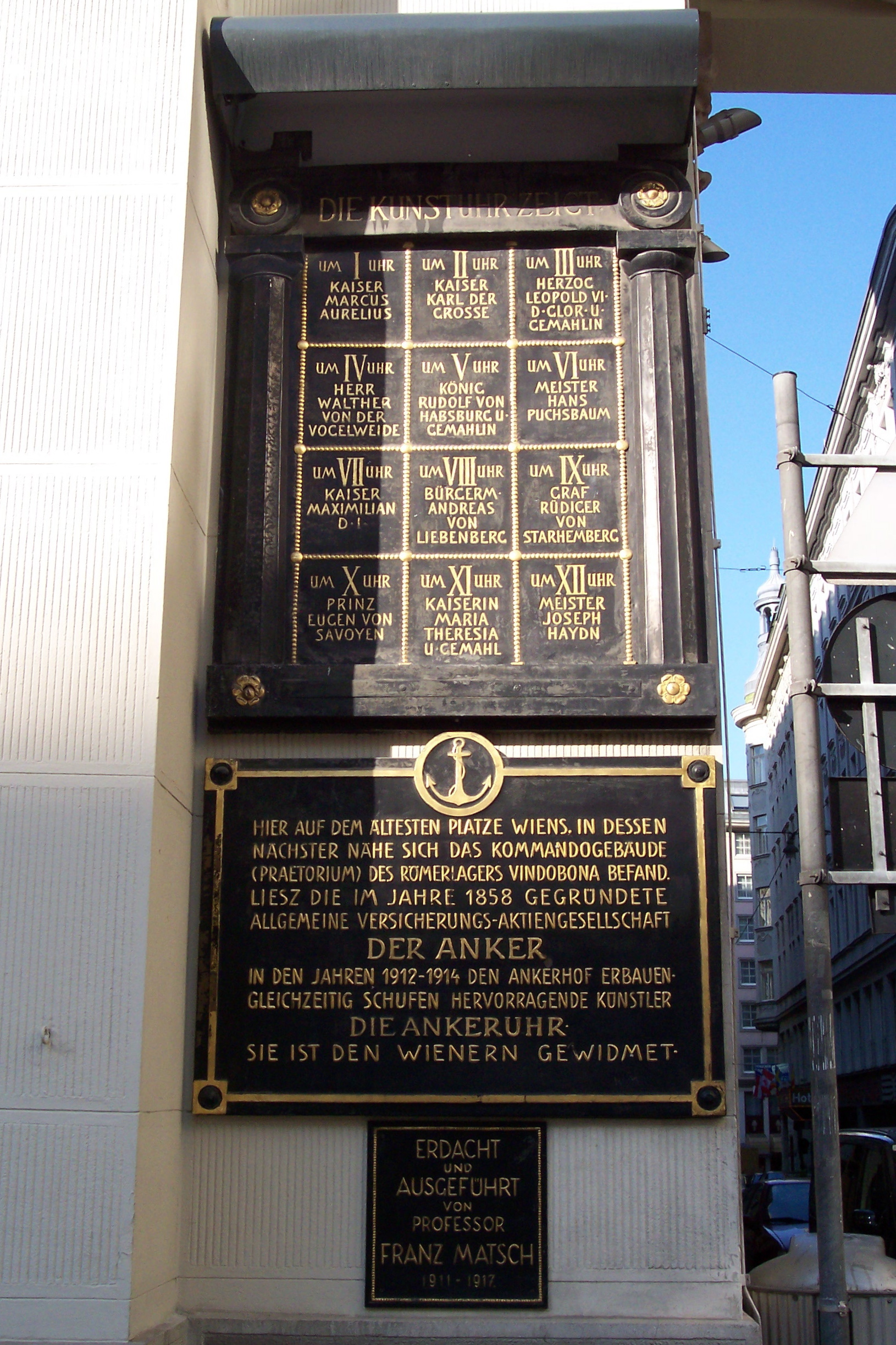
Die am Haus angebrachte Tafel informiert über die Uhr

Das Gebäude der Versicherung wurde am 29. Juni 1914 bezogen, für die Fertigstellung der Uhr wurde der Herbst 1914 anvisiert. Der Termin ließ sich nicht halten, da mittlerweile der Erste Weltkrieg begonnen hatte, und Material- und Personalknappheit den Bau verzögerte. Am 2. Dezember 1914 wurde die mechanische Orgel erstmals in Betrieb genommen, was eine tausendköpfige Zuschauermenge anlockte. Im Sommer 1915 war die Anlage fertiggestellt, und am 18. August 1915 fand vor vielen Zuschauern der erste Probelauf statt, passend zum Geburtstag des Kaisers. Das Spektakel wurde zu Ehren des Kaisers 1916 wiederholt. Der Höhepunkt jedes Durchlaufs war die Figur Nr. XII, bei der die österreichische Kaiserhymne erklang. Die dazugehörige Figur ist aber nicht – wie in jener Zeit eigentlich üblich – Kaiser Franz Joseph I., sondern der Komponist der Hymne, Joseph Haydn.
Nach den beiden Probeläufen blieb die Uhr eine Zeit lang ausgeschaltet. Man hatte beschlossen, die Anlage als „Friedensuhr“ zu definieren, und sie erst nach dem Ende des Krieges in Gang zu setzen. Dass der Friede irgendwann einmal kommen würde, war zu erwarten, nicht jedoch eine seiner Auswirkungen: der Untergang der Monarchie. Einige der Figuren dienten der Lobpreisung des Hauses Habsburg, und das war 1918 nicht mehr populär. Also wurde nach Ende des Krieges – das genaue Datum ist unbekannt – die Uhr ohne jede Zeremonie einfach eingeschaltet. In Hinblick auf die politische Situation wurde davor jedoch das Musikprogramm geändert: Die Kaiserhymne wurde entfernt und durch ein Stück aus Haydns Oratorium „Die Schöpfung“ ersetzt.
Während des Zweiten Weltkriegs wurde am 11. April 1945 der Ankerhof und die Ankeruhr durch Brandstiftung schwer beschädigt; die Uhr konnte erst 1956 wieder in Betrieb gehen. Allerdings konnte die Orgel nicht repariert werden, sie wurde durch eine Tonanlage ersetzt. Die heutige Fassung der zwölf Musikstücke wurde 1978 auf der Basis der originalen Orgelsätze in einer Wiener Kirche aufgenommen.

## Die Uhr
Die Ankeruhr ist eine brückenartige Verbindung zwischen den beiden Gebäudeteilen des Ankerhofes, sie überspannt das Gässchen Bauernmarkt. Diese „Uhrbrücke“ hat eine Spannweite von zehn Metern und eine Höhe von siebeneinhalb Metern; die Uhr selbst hat einen Durchmesser von vier Metern. Getragen wird die Brücke von vier figuralen Konsolen, an denen vorne Adam und Eva und hinten Engel und Teufel dargestellt sind. Über der Uhr befindet sich eine Sonnenscheibe, flankiert von einem Kind mit Schmetterling als Allegorie für das Leben, und einer Sanduhr als Symbol für den Tod – eine für eine Versicherungsgesellschaft bedeutsame Symbolik. Bei Dunkelheit wird die Uhr von Scheinwerfern beleuchtet.
Die Uhr ist als Linearuhr gestaltet, bei der eine Figur mittels eines Kettenlaufwerks eine Stunde lang über eine Skala gleitet und dann von der nächsten Figur abgelöst wird. Die jeweilige Stunde ist als römische Zahl über der Figur angegeben, die Minuten können auf der Skala abgelesen werden. Die Figuren sind zwischen 2,6 und 2,8 Meter hoch und aus Kupfer getrieben, ihre Auswahl hat Franz Matsch persönlich vorgenommen. Zu jeder vollen Stunde ertönt ein sonorer Stundenschlag. Um 12 Uhr ziehen alle zwölf Figuren(gruppen) vorbei, begleitet von einem zur Figur passenden Musikstück, ursprünglich aus einer mechanischen Orgel mit 800 Pfeifen, heute als digitale Tonwiedergabe. Die Reihenfolge des Erscheinens der Figuren entspricht der geschichtlichen Abfolge.
Der Hintergrund der Uhr besteht aus einem 12 m² großen Mosaik aus Glas, Metall und Marmor, in dessen Mitte sich der Doppeladler und das alte Wappen der Stadt Wien befinden. Umgeben werden diese von zwölf weiteren Wappenschilden unter anderem als Symbole für Wissenschaft, Kunst, Liebe, Musik, Theater, Industrie, Handel und Wiener Küche. Unter der Uhr liegt ein Basilisk aus der Wiener Sagenwelt. Auf der Rückseite der Brücke befindet sich eine konventionelle Zeigeruhr sowie der Schriftzug „Der Anker“.

## Die Figuren und ihre Musik

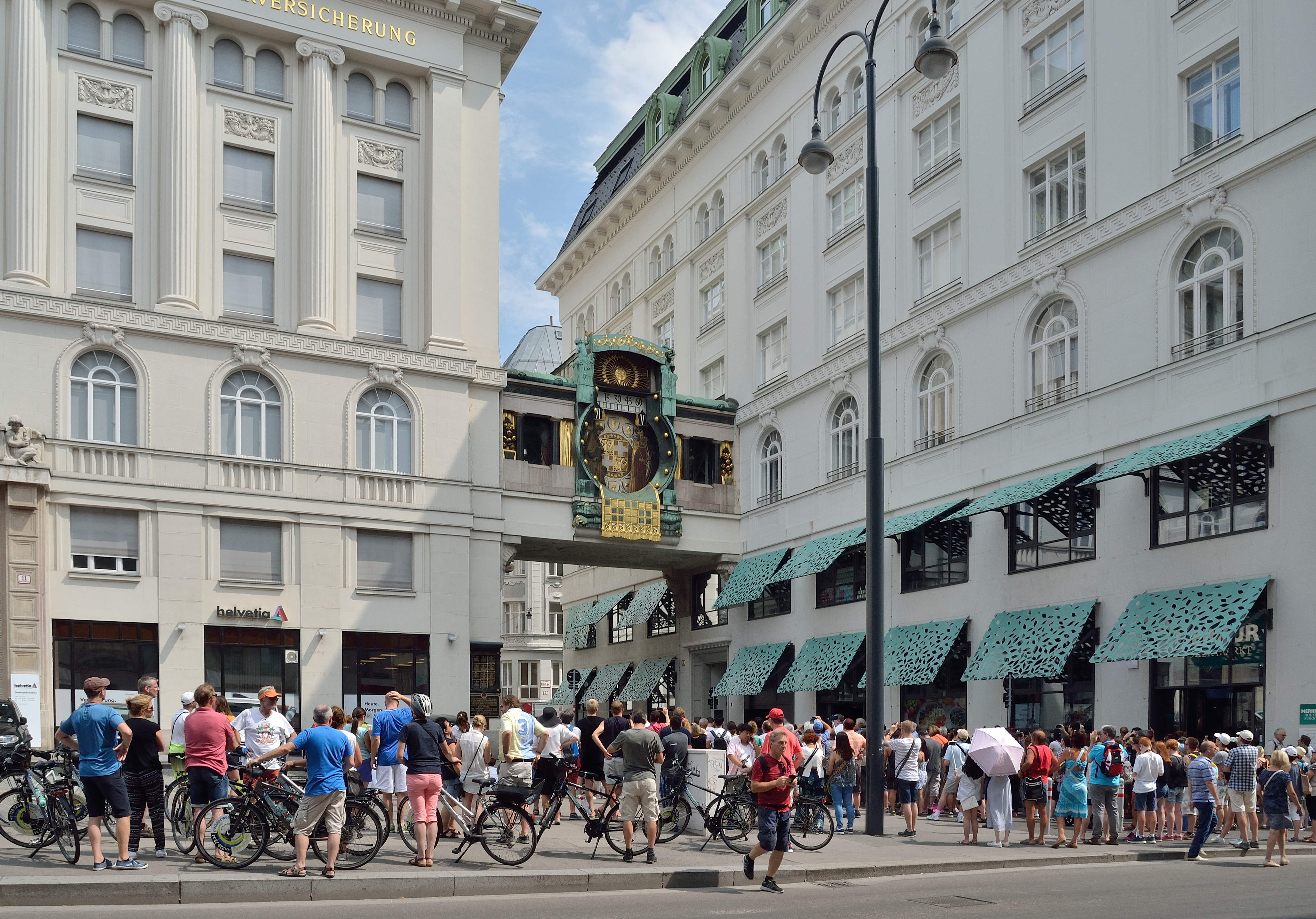
Parade aller Figuren um 12 Uhr mittags, meist mit großem Touristenandrang

In zwölf Stunden durchlaufen alle Figuren einmal die Uhr. Sie stammen aus verschiedenen Epochen und haben ihr jeweiliges dazu passendes Musikstück. Um 12 Uhr mittags paradieren alle Figuren mit Musikbegleitung.
| Stunde        | Figur                                                                        | Musik                                                                               |
| ------------- | ---------------------------------------------------------------------------- | ----------------------------------------------------------------------------------- |
| 1 bis 2 Uhr   | Marc Aurel                                                                   | Pythische Siegesode des Pindar                                                      |
| 2 bis 3 Uhr   | Karl der Große                                                               | Hildebrandlied                                                                      |
| 3 bis 4 Uhr   | Leopold VI., der Glorreiche und seine Gattin Theodora, Prinzessin von Byzanz | Nibelungenlied                                                                      |
| 4 bis 5 Uhr   | Walther von der Vogelweide                                                   | Kreuzfahrerlied von Walther von der Vogelweide: Palästinalied                       |
| 5 bis 6 Uhr   | König Rudolf von Habsburg und seine Gattin Anna von Hohenberg                | Lied des Minnesängers „Unverzagt“ auf König Rudolf von Habsburg                     |
| 6 bis 7 Uhr   | Meister Hans Puchsbaum                                                       | Es liegt ein Schloss in Österreich                                                  |
| 7 bis 8 Uhr   | Kaiser Maximilian I., der letzte Ritter                                      | Innsbruck, ich muss dich lassen                                                     |
| 8 bis 9 Uhr   | Bürgermeister Johann Andreas von Liebenberg                                  | O du lieber Augustin                                                                |
| 9 bis 10 Uhr  | Graf Ernst Rüdiger von Starhemberg                                           | Kriegslied                                                                          |
| 10 bis 11 Uhr | Prinz Eugen von Savoyen                                                      | Prinz Eugen, der edle Ritter                                                        |
| 11 bis 12 Uhr | Kaiserin Maria Theresia und ihr Gatte Kaiser Franz I. von Lothringen         | Menuett KV 355 von Wolfgang Amadeus Mozart                                          |
| 12 bis 1 Uhr  | Joseph Haydn                                                                 | „Die Himmel erzählen die Ehre Gottes“ aus der Schöpfung (ursprünglich: Kaiserhymne) |

## Instandhaltung
Unter der Patronanz des Bundesdenkmalamtes erfolgte Mitte 2005 eine vollständige Restaurierung. Die Uhr wurde unter Denkmalschutz (Listeneintrag) gestellt und ist heute im Besitz der Helvetia-Versicherungs AG. Mit der Wartung im Zuge der Umstellung auf die Sommerzeit am 31. März 2013 trat ein Problem auf. Von Mitte April bis zum 24. Mai 2013 standen die Bild-Figuren der Uhr, die sich um 12 Uhr alle bewegen sollten, still.